# Slavattnet, Bohuslän
Slavattnet är en sjö i Uddevalla kommun i Bohuslän och ingår i Örekilsälvens huvudavrinningsområde. Sjöns area är 0,015 kvadratkilometer och den befinner sig 139 meter över havet.